# Galeria Krakowska
Galeria Krakowska – centrum handlowe w Krakowie, w dzielnicy I Stare Miasto przy ul. Pawiej, po zachodniej stronie Dworca Głównego, z którym jest połączona podziemnym tunelem.
Galeria Krakowska to jedna z kilku budowli, znajdujących się w projekcie tzw. Nowego Miasta. Budowę rozpoczęto 12 października 2004 roku, a otwarcie nastąpiło 28 września 2006 r.. Na otwarciu galerii pojawiło się około 53 tys. osób.
Wraz z galerią wybudowano hotel Andel's. Znajduje się on obok głównego wejścia i ma charakterystyczny geometryczny kształt.

## Specyfikacja
W Galerii Krakowskiej znajduje się ok. 270 sklepów, w tym hipermarkety Carrefour (na kondygnacji +1 i -1) i Media Markt (asortyment RTV/AGD), Empik, 11 punktów usługowych oraz 22 restauracje i kawiarnie. Dla klientów dostępnych jest 1400 miejsc parkingowych na płatnym parkingu Galerii Krakowskiej oraz na płycie dworca.
Galeria ma trzy piętra (w tym jedno podziemne, połączone dwoma tunelami z dworcem kolejowym, stacją Krakowskiego Szybkiego Tramwaju Dworzec Główny Tunel i Małopolskim Dworcem Autobusowym przy ul. Bosackiej), a każde jest podzielone na dwa ok. 270-metrowe pasaże: "wodny" (od strony dworca kolejowego) i "lądowy" (od strony ul. Pawiej). Łączą się one ze sobą w 3 miejscach: na "Placu Europejskim" (północna część galerii), "Forum" (środkowa część) oraz "Hali Grodzkiej" (część południowa).
- Inwestor: HGA Capital i grupa ECE
- Projekt: ECE Europa Bau- und Projektmanagement Polska oraz IMB Asymetria
- Generalny wykonawca: Strabag sp. z o.o.
- Powierzchnia całkowita: ok. 129 000 m²[1]
- Powierzchnia handlowa: ok. 60 000 m²[2]
- Powierzchnia biurowa: ok. 5 500 m²[2]

## Kontrowersje
W 2007 Galeria Krakowska dostała tytuł najgorszej budowli roku przyznawanej przez stowarzyszenie Archi-Szopa. Budowli zarzucono przede wszystkim "nieciekawą formę architektoniczną, która zasysa życie do swego wnętrza".
Południowa fasada widoczna z reprezentacyjnego dla miasta placu Jana Nowaka-Jeziorańskiego (znajdującego się na głównej trasie pieszej z dworca głównego do centrum miasta) została pozbawiona szklanego wykończenia w 2009 roku po serii wypadków, które ujawniły wadę konstrukcyjną mocowania tegoż wykończenia. W czerwcu 2011 roku rozpoczął się ponowny montaż szklanej elewacji w zmienionej technologii.

## Mural
7 maja 2013 roku odsłonięto na wschodniej ścianie Galerii Krakowskiej mural. Jest to projekt, związanej z Gdańską Szkołą Muralu, Justyny Posiecz-Polkowskiej. Został wybrany spośród 500 prac nadesłanych z całego świata na konkurs ogłoszony w grudniu 2012 roku. Mural ma powierzchnię 1400 m², malowało go przez dwa tygodnie 12 osób zużywając 460 litrów farby.

## Galeria

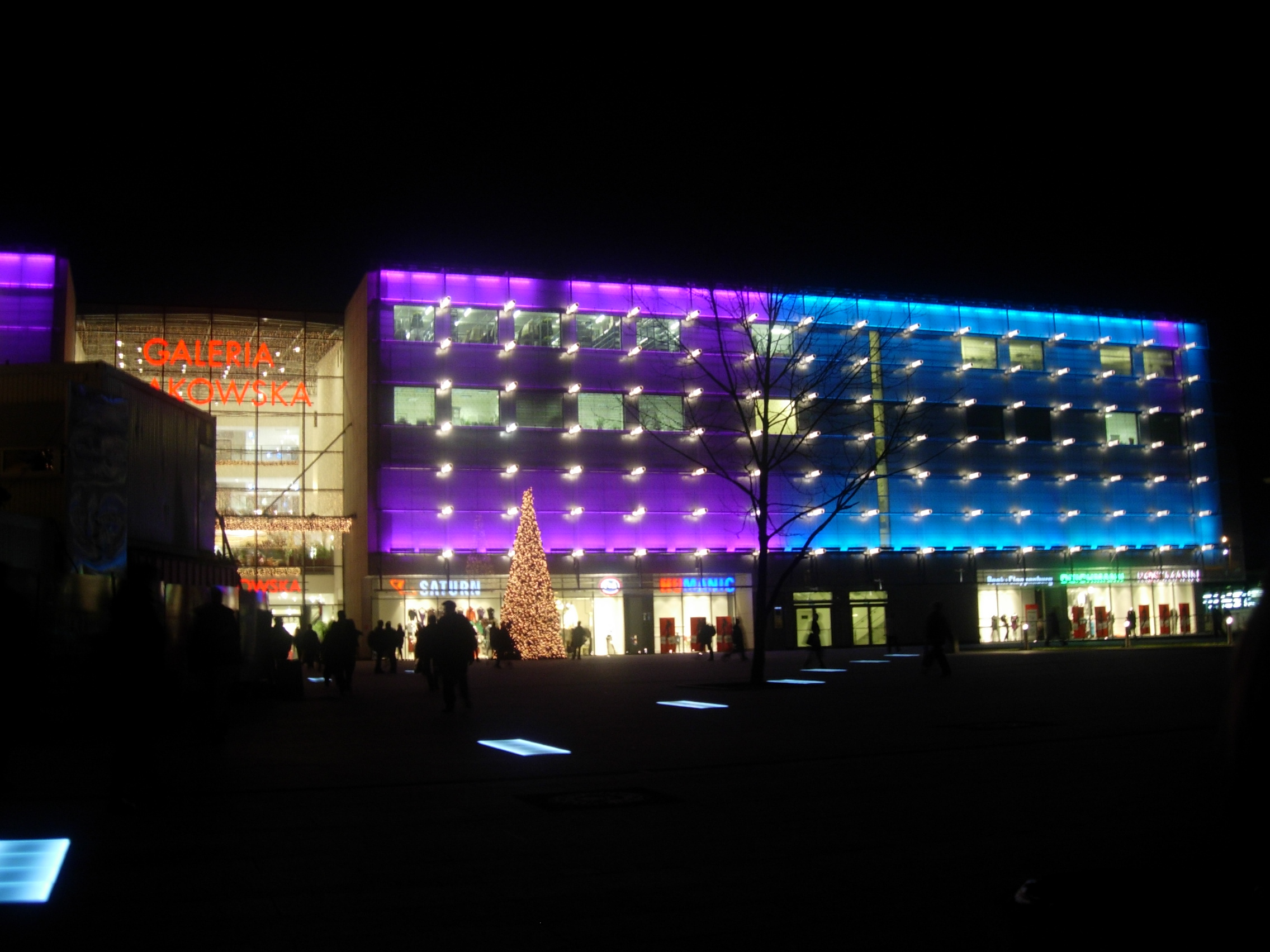
Podświetlana fasada zmieniała kolor co 15 minut, przechodząc z niebieskiego przez fioletowy i czerwony do zielonego i z powrotem do niebieskiego (2007)
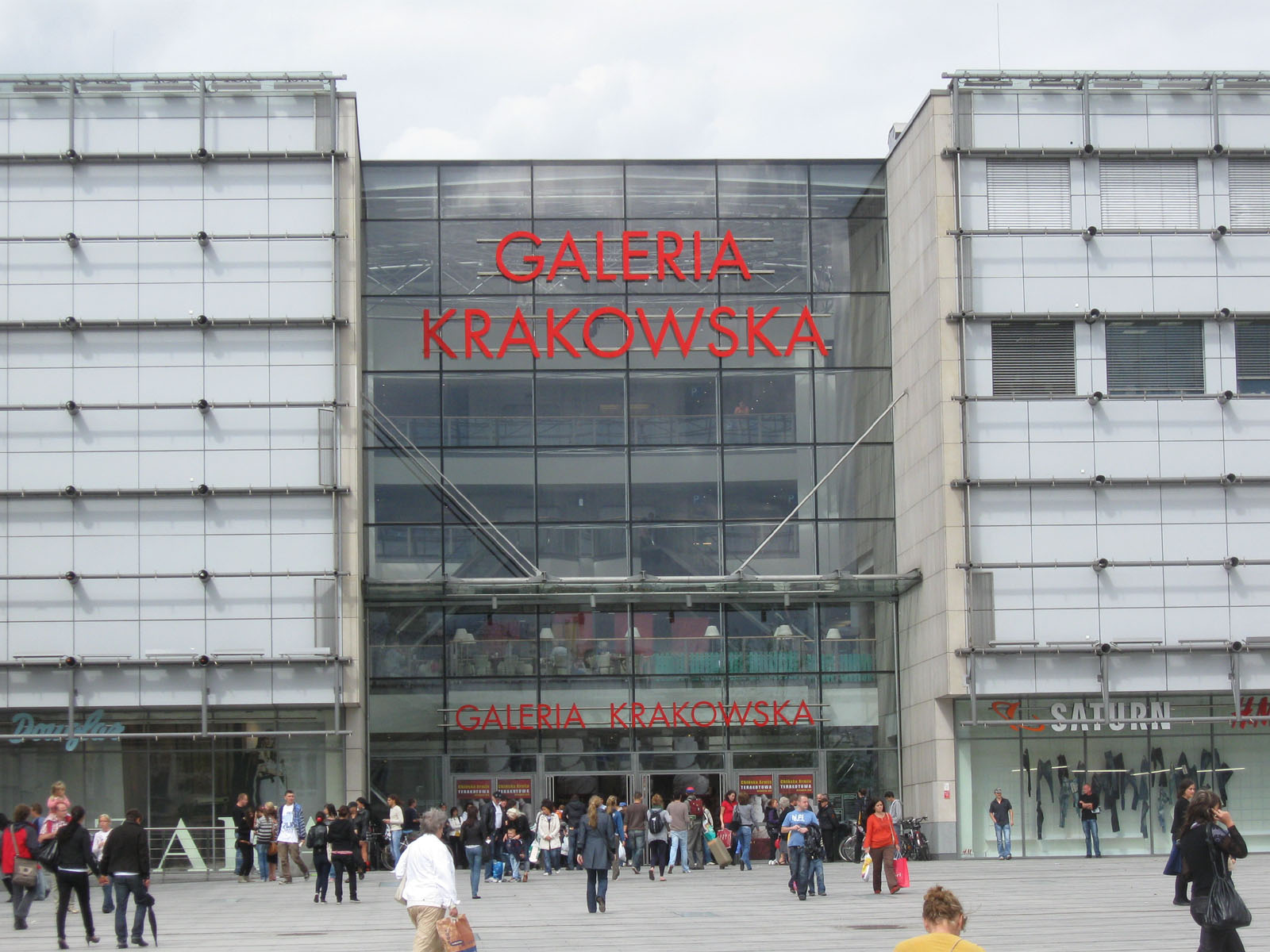
W połowie 2009 roku oświetlenie fasady zostało wyłączone, a szklane szyby zdemontowano
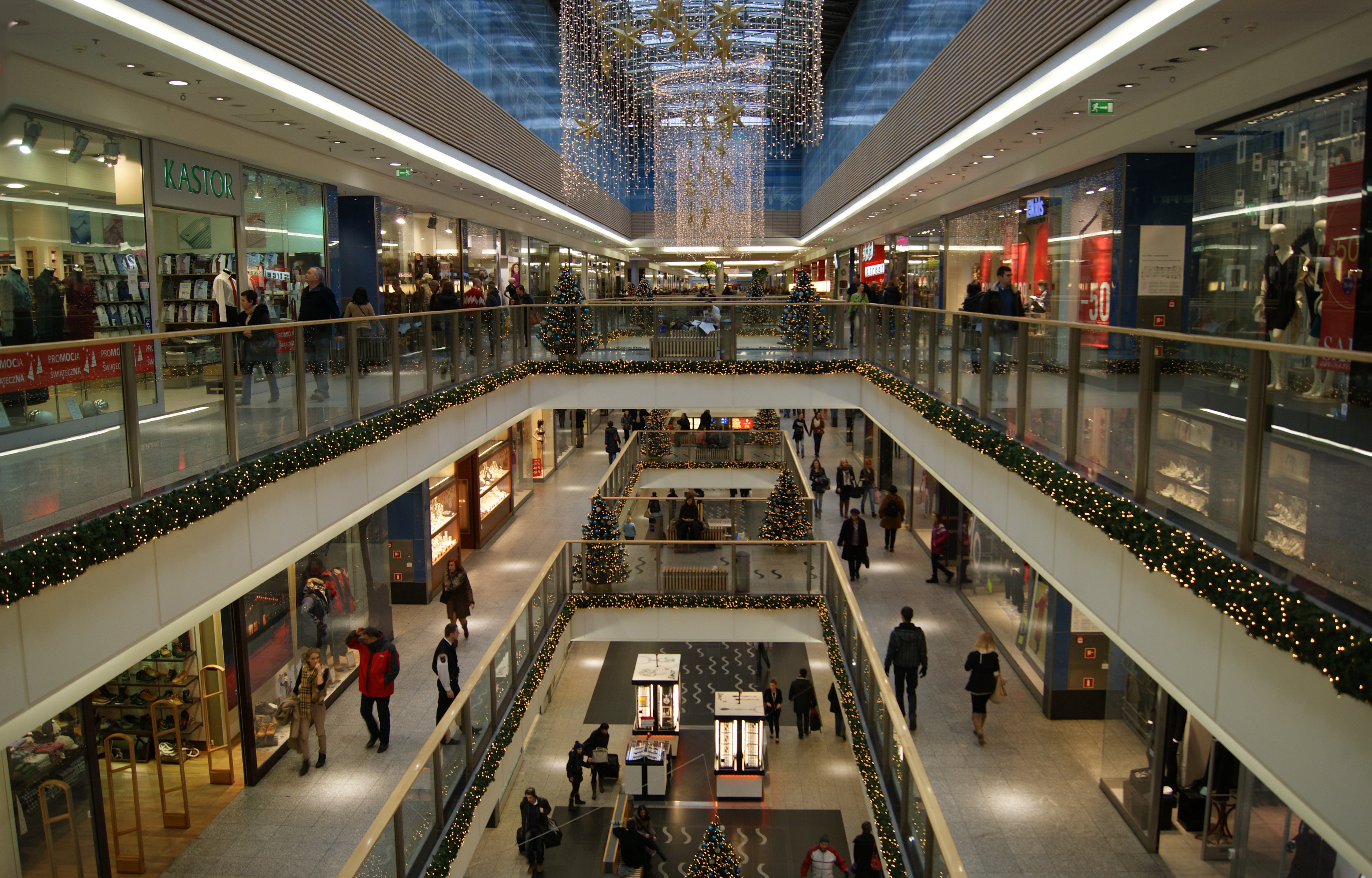
Wnętrze galerii
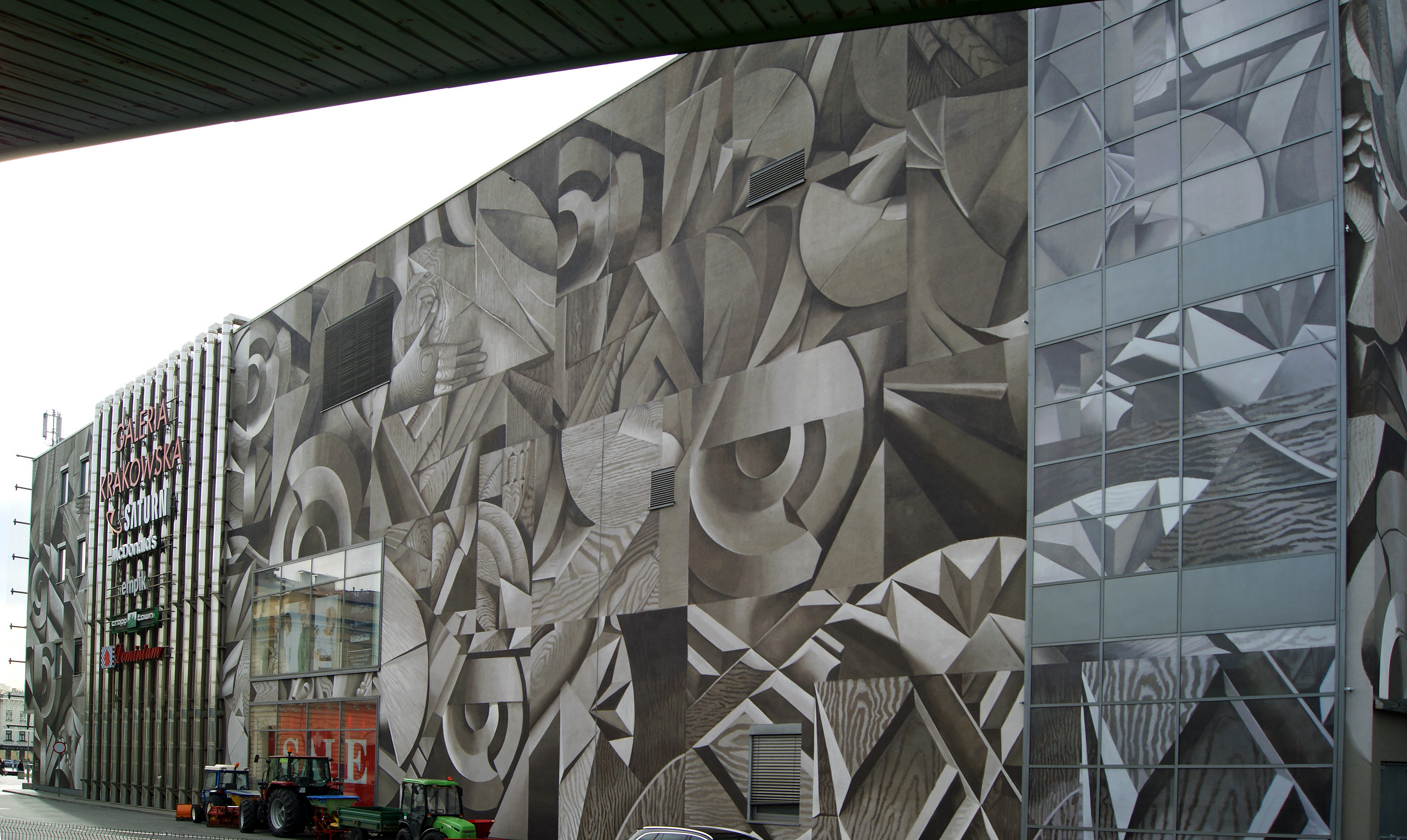
Mural
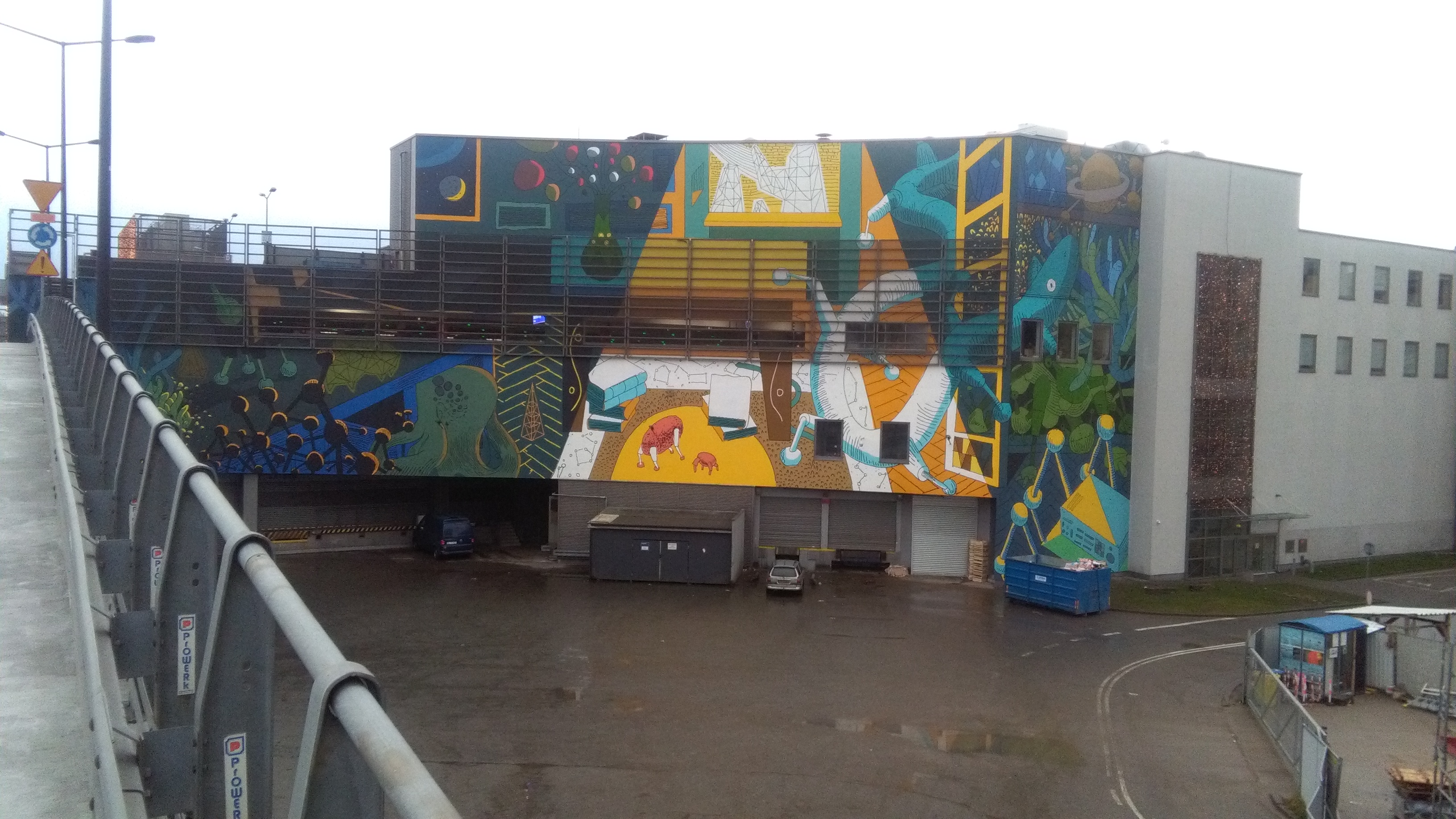
Mural na północnej ścianie galerii
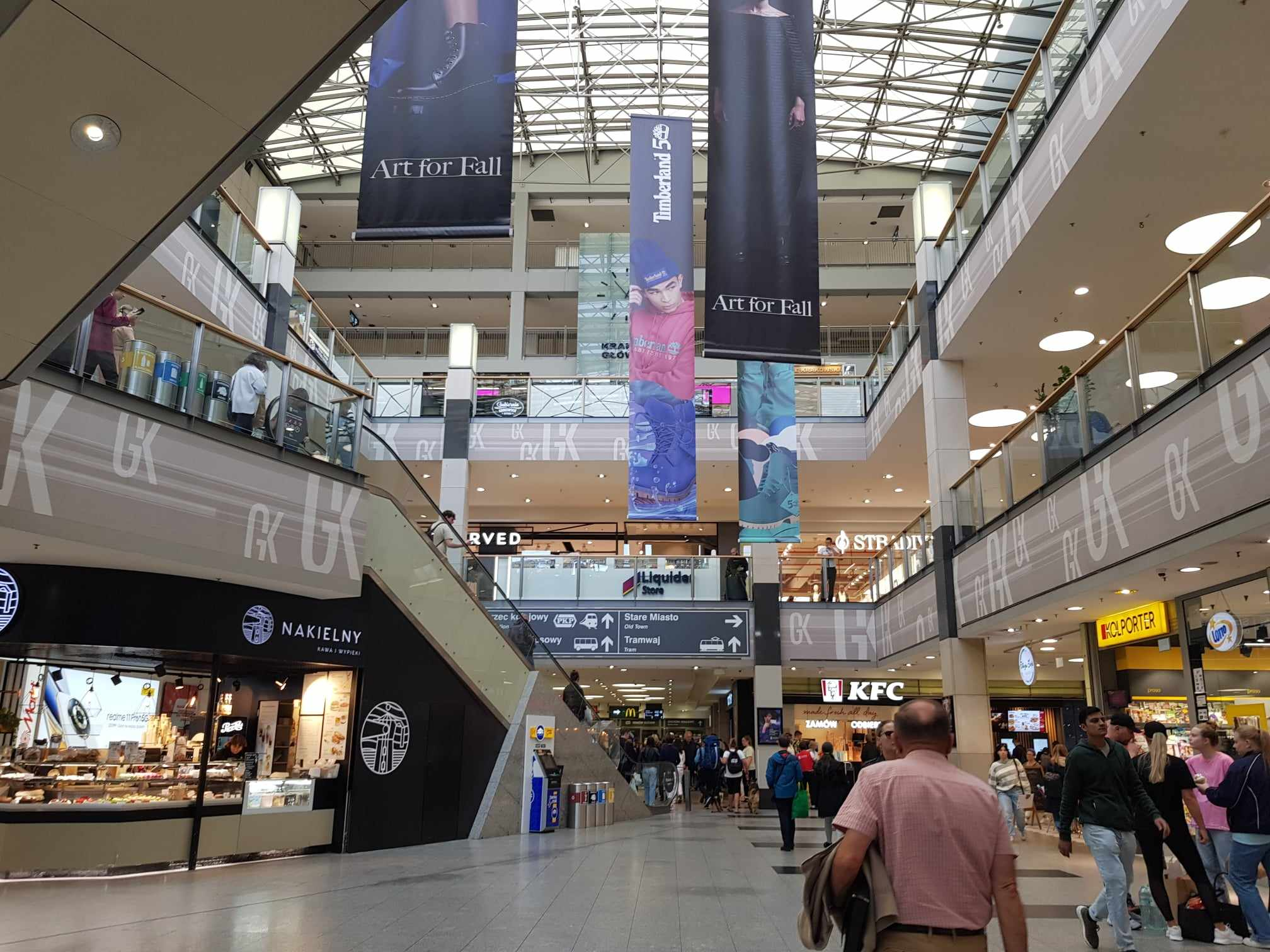
Wnętrze galerii